# Liste des joueurs de baseball de Corée du Sud
Ceci une liste des joueurs de Ligue majeure de baseball d'originaires de Corée du Sud. 
- Cha Seung Baek
- Jung Keung Bong
- Jin Ho Cho
- Shin-Soo Choo
- Hee Seop Choi
- Byung-Hyun Kim
- Sun-Woo Kim
- Dae Sung Koo
- Sang-Hoon Lee
- Chan Ho Park
- Jae-Kuk Ryu
- Tommy Phelps
- Jae Weong Seo
- Ji-man Choi

## Sources
- Liste des joueurs sud-coréens sur Baseball-Reference.com